# آنا ماریا تارانتولا

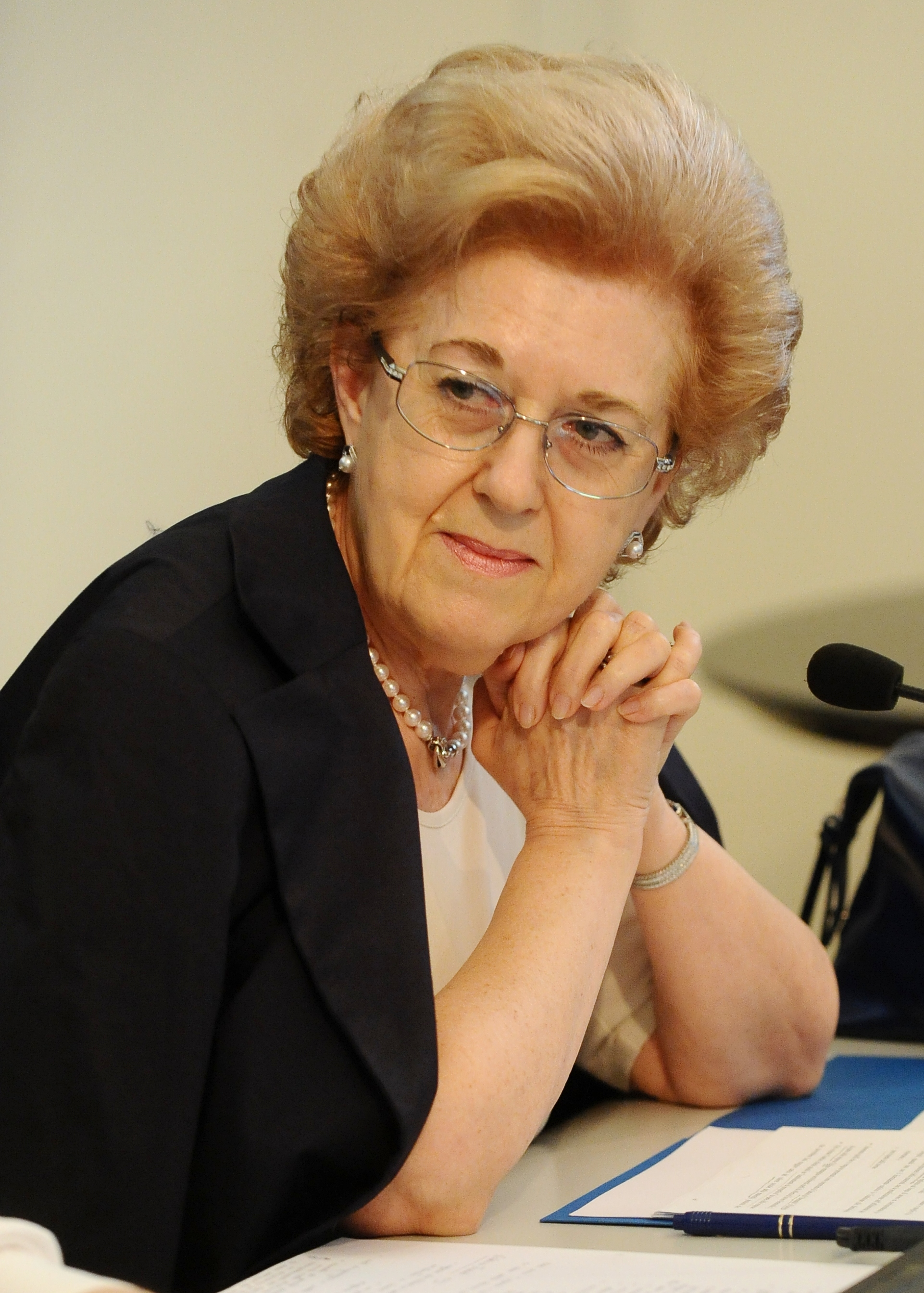
آنا ماریا تارانتولا

آنا ماریا تارانتولا (به ایتالیایی: Anna Maria Tarantola) زادهٔ ۳ فوریه ۱۹۴۵ در کازالپوسترلنگو مدیر بلندپایه ایتالیایی، مدیر پیشین بانک ایتالیا و رئیس پیشین شبکه رای از ۸ ژوئن ۲۰۱۲ تا ۵ اوت ۲۰۱۵ است.
او در سال ۱۹۶۹ از دانشگاه کاتولیکا ساکرو کوره در رشتهٔ اقتصاد دانش‌آموخته شد و سپس تحصیلات خود را در مدرسه اقتصاد لندن ادامه داد و موفق به اخذ مدرک کارشناسی ارشد گردید.
تارانتولا از سال ۲۰۱۹ به‌عنوان رئیس بنیاد پاپی چنتزی‌موس آنوس پرو پونتیفه (CAPP)، که زیرشاخه دبیرخانه دولتی واتیکان است، فعالیت دارد.